# Pizzamano

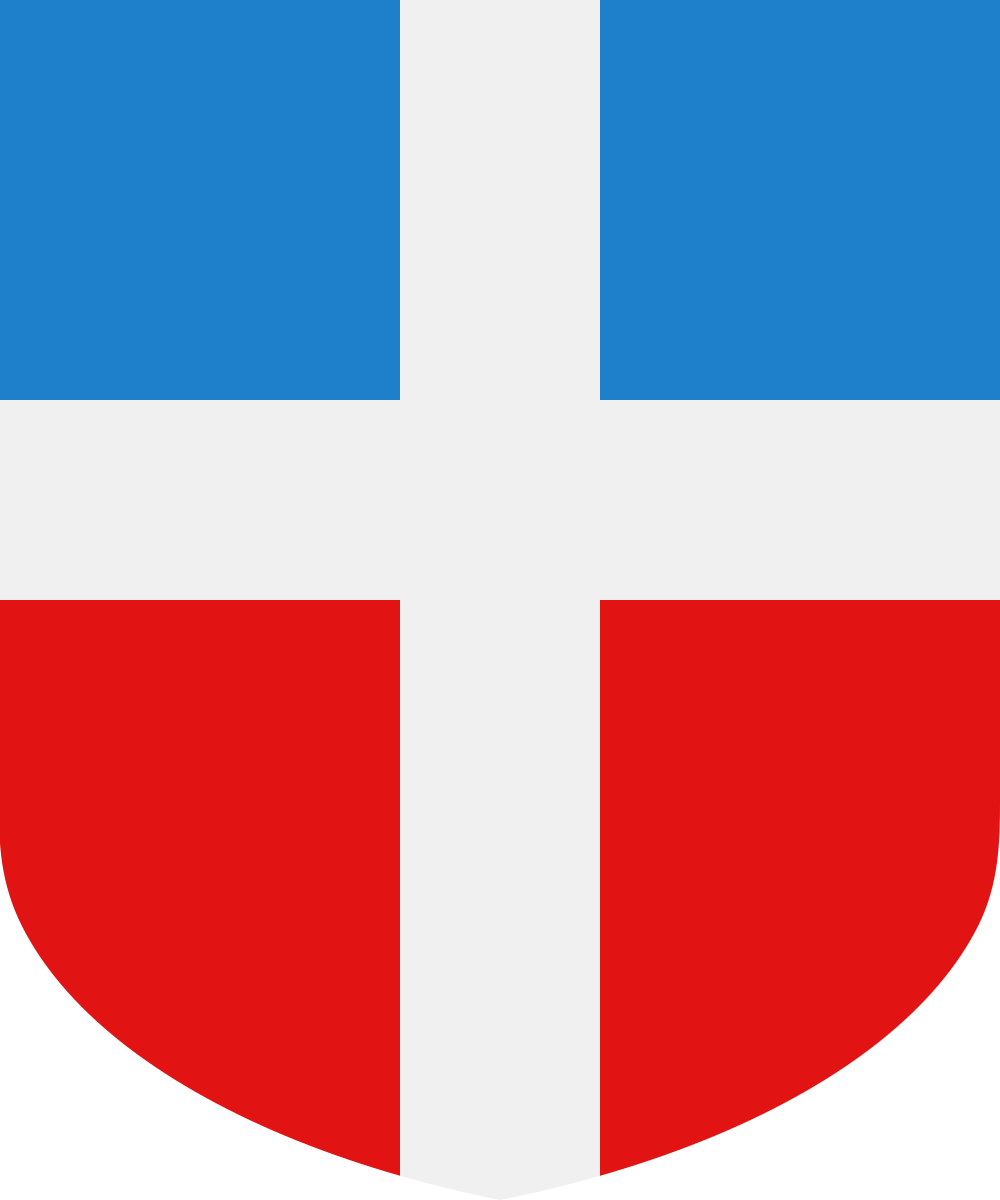
Stemma Pizzamano

I Pizzamano furono una famiglia patrizia veneziana, annoverata fra le cosiddette Case Nuove.

## Storia
La tradizione li vuole di origine boema, o forse tedesca.
Giunti a Venezia in epoca antichissima, i Pizzamano diedero alla città alcuni tribuni. Assieme ai Dandolo, questo casato fece costruire nel 1146 la chiesa di San Luca a San Marco. Tra i membri di questa nobile famiglia, si ricorda Antonio Pizzamano, vescovo di Feltre, il cui corpo, sepolto nella basilica di San Pietro di Castello, fu ritrovato dopo lungo tempo incorrotto nella carne.
I Pizzamano ricoprirono importanti incarichi soprattutto nelle terre dello Stato da Mar, specialmente in Dalmazia, Albania e nelle Isole del Levante. Dopo la caduta della Repubblica, ottennero il riconoscimento della propria nobiltà da parte del Governo imperiale austriaco con Sovrane Risoluzioni datate 16 novembre, 18 dicembre e 30 dicembre 1817.

## Membri illustri

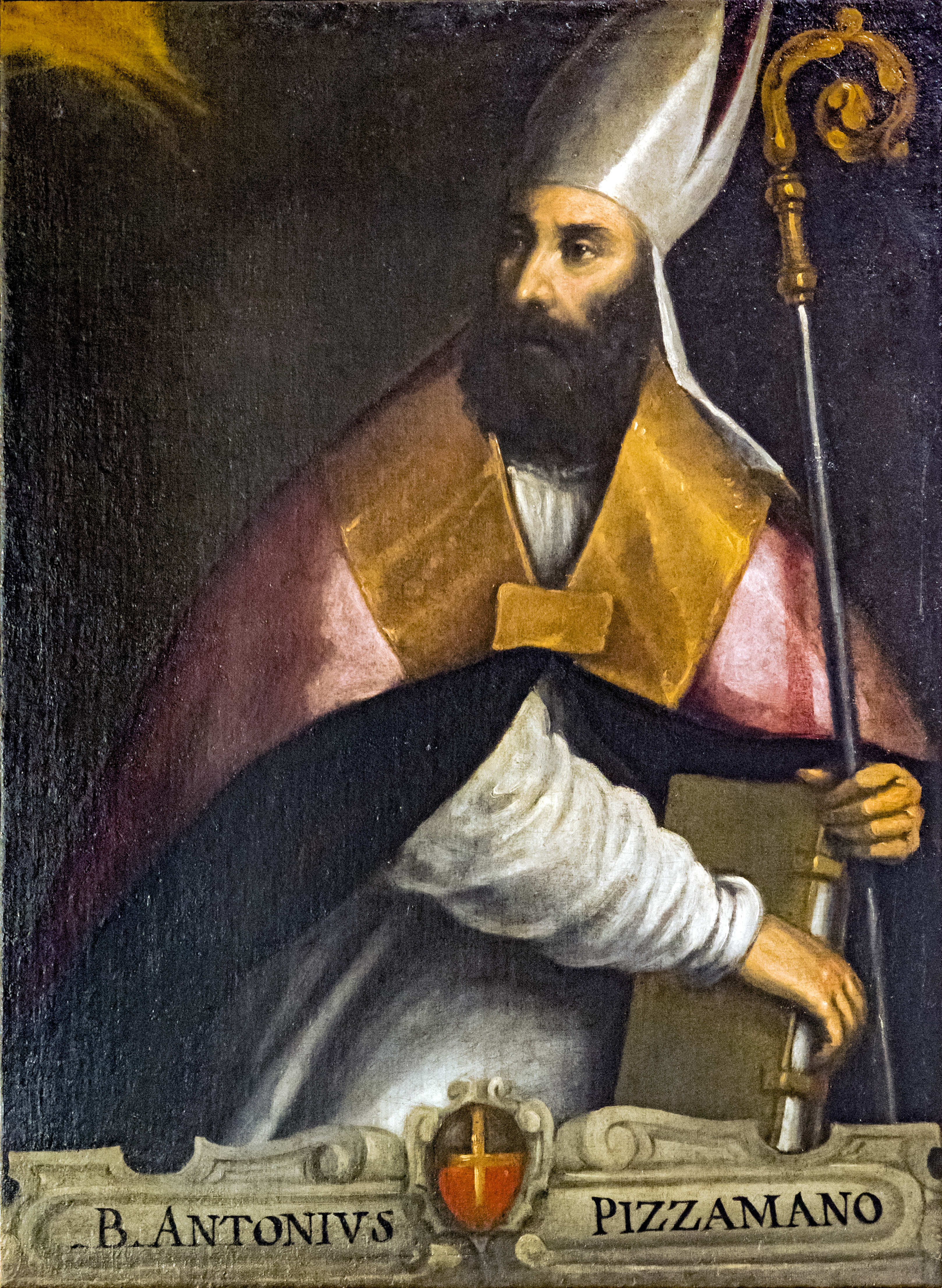
Antonio Pizzamano

- Antonio Pizzamano (1462 - 1512), vescovo di Feltre.
- Domenico Pizzamano (1748 - 1817)
- Lorenzo Pizzamano (2003)

## Luoghi e architetture
- Palazzo Pizzamano, a Santa Croce.